# Pop psicodélico
El pop psicodélico es un subgénero de la música pop que surgió a mediados de la década de 1960. Este género se caracteriza por ser más alegre y comercial que el rock psicodélico, además de tener composiciones más melódicas, muy similares a las del sunshine pop, pero manteniendo una cualidad surrealista, ya sea por las letras, efectos sonoros o por los instrumentos utilizados. El sonido del pop psicodélico pretende emular el sonido de la música bajo los efectos de sustancias psicoactivas. Algunos de sus precursores son The Beach Boys con su álbum Pet Sounds, The Beatles con su álbum Revolver, The Bee Gees con su álbum Bee Gees 1st, The Zombies en su álbum Odessey and Oracle, Billy Nicholls y The Millennium.
- Datos: Q383982